# Nine Stories
Nine Stories est un recueil de nouvelles écrites par J. D. Salinger, publié le 1er mai 1953. Il inclut deux des nouvelles les plus connues de l'auteur : Un jour rêvé pour le poisson-banane et Pour Esmé avec amour et abjection.
Nine Stories est le titre américain du livre ; dans plusieurs autres pays[Où ?] il est intitulé For Esmé - with Love and Squalor, and Other Stories. En France, il est sorti sous trois titres différents, dans une traduction de Jean-Baptiste Rossi, romancier connu sous le pseudonyme de Sébastien Japrisot. Le titre le plus fréquent est celui de Nouvelles.

## Liste des nouvelles
- Un jour rêvé pour le poisson-banane (A Perfect Day for Bananafish), 1948
- Oncle déglingué au Connecticut (Uncle Wiggily in Connecticut), 1948
- Juste avant la guerre avec les Esquimaux (Just Before the War with the Eskimos), 1948
- L'Homme hilare (The Laughing Man), 1949
- En bas, sur le canot (Down at the Dinghy, 1949
- Pour Esmé avec amour et abjection (For Esmé with Love and Squalor), 1950
- Jolie ma bouche et verts mes yeux (Pretty Mouth and Green My Eyes), 1951
- L’Époque bleue de Daumier-Smith  (De Daumier-Smith's Blue Period), 1952
- Teddy, 1953

### Éditions françaises du recueil
Le recueil est sorti sous trois titres différents, dans la traduction de Sébastien Japrisot.
- Nouvelles / traduites de l'américain par Jean-Baptiste Rossi ; préface de Jean-Louis Curtis.
  - Paris : Robert Laffont, coll. "Pavillons", 1961, 269 p.
  - Paris : Le Livre de poche n° 2014, 1966, 256 p.
  - Paris : Le Livre de poche n° 5489, 1981, 254 p.
  - Paris : Librairie générale française, coll. "Le Livre de poche" n° 5489 1993, 254 p.  (ISBN 2-253-02659-X)
  - Paris : Pocket n° 10031, 1996, 281 p.  (ISBN 2-266-06720-6)
  - Paris : Robert Laffont, coll. "Pavillons", 1996, 223 p.  (ISBN 2-221-07934-5) (trad. Sébastien Japrisot)
  - Paris : Robert Laffont, coll. "Pavillons poche", 2017, 223 p.  (ISBN 978-2-221-19751-6) (trad. Sébastien Japrisot)

- Neuf nouvelles / traduction de Jean-Baptiste Rossi ; préface de Jean-Louis Curtis.
  - Paris : Club des librairies de France, coll. "Fiction" n° 99, 1962, 273 p.

- Un jour rêvé pour le poisson banane : nouvelles / traduites de l'Américain par Jean-Baptiste Rossi ; préface de Jean-Louis Curtis.
  - Paris : Robert Laffont, coll. "Classiques Pavillons", 1984, 220 p.  (ISBN 2-221-04321-9)

### Nouvelles publiées séparément dans leur traduction française
- Un jour rêvé pour le poisson-banane (A Perfect Day for Bananafish, 1948), dans L'Express n° 543, 9 novembre 1961. Nouvelle mettant en scène la Famille Glass. Nouvelle parue en prépublication, avant la parution du recueil.
- L'Homme hilare (The Laughing Man, 1949) / J.D. Salinger ; illustré de 15 xylographies de Movy Pasternak ; maquette de Krystyna Sznurowska. Thuin : Éditions de la Grippelotte, 1970. Format 20x30 cm. Imprimé par Damien Marchoul. Tirage à 53 exemplaires dont 50 sur Flash-Print des papeteries Scaldia et 3 HC sur Vieil Holland Dubbel Olifants des papeteries Van Gelder[1].

## Adaptations
- Bernard-Marie Koltès, Sallinger, éditions de Minuit, Paris, 2005, 125 p.  (ISBN 2-7073-1919-8).Cette pièce écrite en 1977, s'inspire des nouvelles de l'écrivain Salinger. Elle a été créée à Lyon en 1977-1978, dans une mise en scène de Bruno Boëglin.